# ذفرة ترولية
ذفرة ترولية (الاسم العلمي:Cleome trollii) هي نوع من النباتات تتبع جنس الذفرة من الفصيلة الذفرية.